# 黒山駅
黒山駅（くろやまえき）は、新潟県新潟市北区太田にある、東日本旅客鉄道（JR東日本）・日本貨物鉄道（JR貨物）白新線の駅である。

## 歴史
- 1957年（昭和32年）2月11日：開業[1][2]。旅客駅[2]で駅員無配置駅[3]。当時はホームの長さが4両分しかなかった。
- 1970年（昭和45年）10月1日：新潟臨海鉄道太郎代線が開業。
- 1987年（昭和62年）4月1日：国鉄分割民営化により、JR東日本の駅となる[2]。同時にJR貨物と新潟臨海鉄道の貨物連絡運輸が開始。
- 2002年（平成14年）10月1日：新潟臨海鉄道太郎代線が全線廃止され、一部区間（黒山 - 西ふ頭間）の鉄道施設が新潟県に移管。同時にJR貨物の駅としても開業（連絡運輸の相手が専用線となったため）。
- 2006年（平成18年）1月21日：ICカード「Suica」の利用が可能となる[4]。

## 駅構造
相対式ホーム2面2線を有する地上駅である。一線スルー方式を採用し、1番線が本線、2番線が副本線となっている。そのため通常1番線が使用されている。なお、2つのホームは跨線橋で連絡している。
ホーム北側には側線が4本ある。かつては新潟臨海鉄道と貨車の受け渡しをするために使用されていたが、新潟臨海鉄道の廃止により稼動機会は激減し、4線とも新発田方面のポイントは撤去されている。
1番線側に駅舎はあるが、無人駅となっている。駅舎内は、2020年（令和2年）5月時点では乗車駅証明書発行機が設置されている。駅舎内は禁煙となっているが、駅前にはトイレと待合スペースを内包した駐輪場があり、この待合スペースが喫煙所を兼ねている。新潟駅管理の無人駅で、簡易Suica改札機が入場・出場各1台設置されている。

### のりば
| 番線 | 路線    | 方向 | 行先       |
| ---- | ------- | ---- | ---------- |
| 1・2 | ■白新線 | 下り | 新発田方面 |
| 1・2 | ■白新線 | 上り | 新潟方面   |

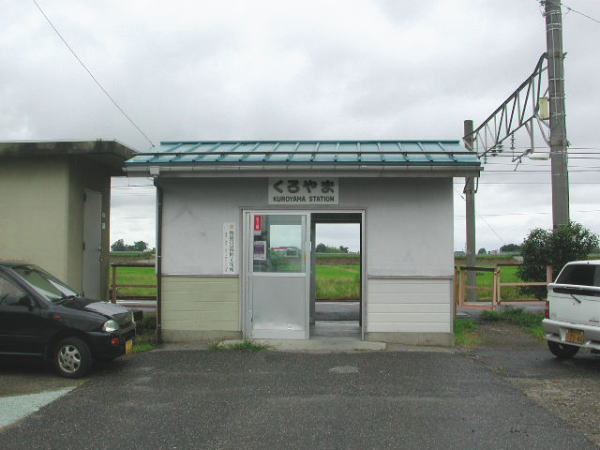
旧駅舎（2004年7月）
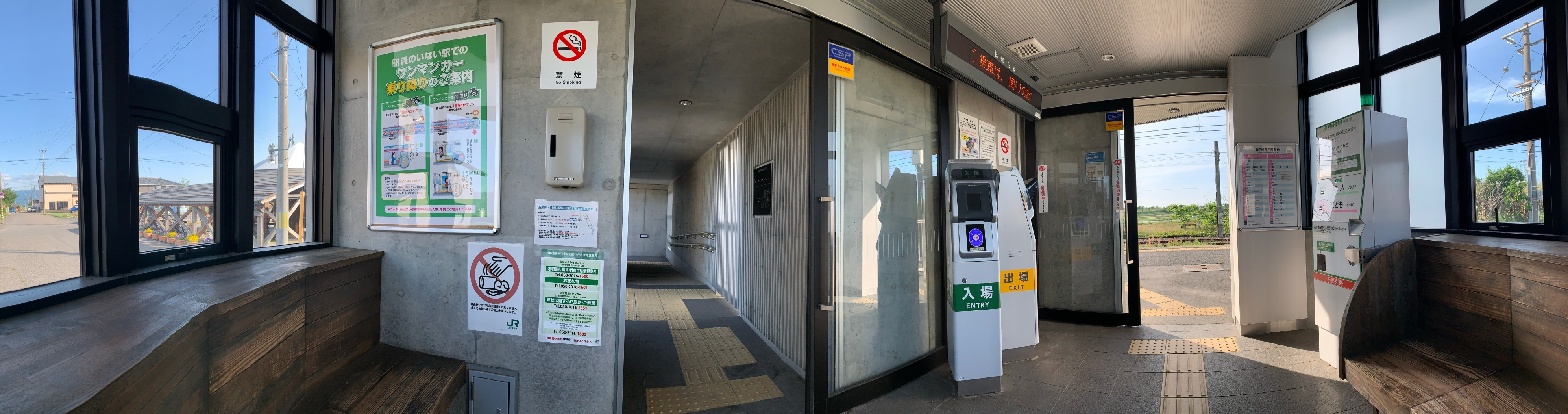
待合室（2020年5月）
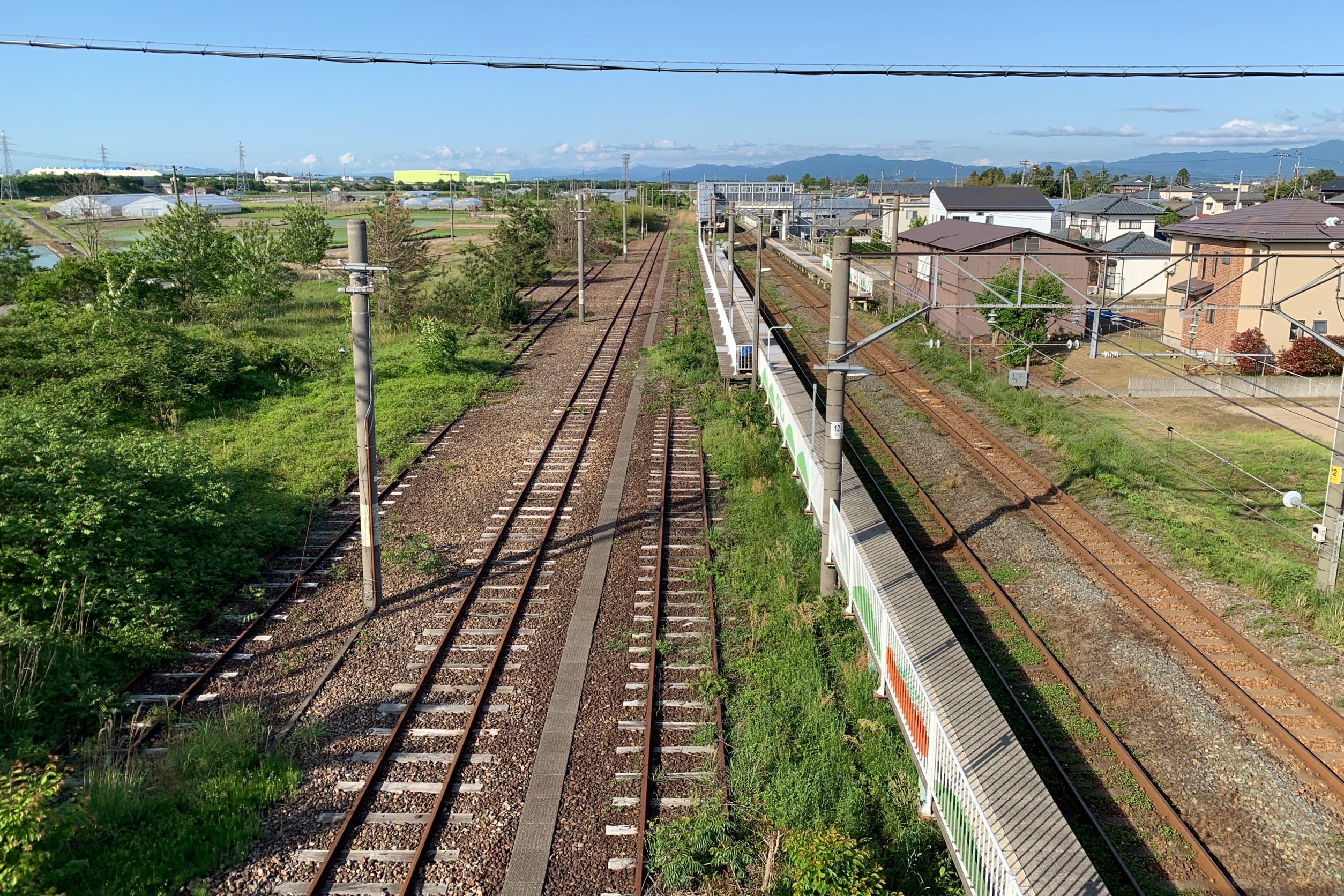
ホームと側線（2020年5月） 右から順に1番線、2番線。側線は4本あるが、新潟東港鉄道に通じているもの（左から3番目）以外は草木に覆われている。

## 貨物取扱
JR貨物の駅は臨時車扱貨物の取り扱い駅で、新潟トランシスで製造された鉄道車両を、当駅に接続する黒山駅分岐新潟東港専用線（新潟東港鉄道、専用線）を経由して輸送する甲種車両輸送列車のみである。

## 利用状況
「新潟市統計書」によると、2005年度（平成17年度）- 2010年度（平成22年度）の1日平均乗車人員の推移は以下のとおりである。なお、新潟市合併前の2004年度（平成16年度）以前のデータは非公表となっている。
| 乗車人員推移       | 乗車人員推移     | 乗車人員推移 |
| 年度               | 1日平均 乗車人員 | 出典         |
| ------------------ | ---------------- | ------------ |
| 2005年（平成17年） | 200              | [ 6 ]        |
| 2006年（平成18年） | 216              | [ 6 ]        |
| 2007年（平成19年） | 213              | [ 6 ]        |
| 2008年（平成20年） | 205              | [ 6 ]        |
| 2009年（平成21年） | 200              | [ 6 ]        |
| 2010年（平成22年） | 192              | [ 6 ]        |

無人駅については、発券データが正確に計上されないとして、2011年度（平成23年度）以降の乗車人員データが非公表となった。

## 駅周辺

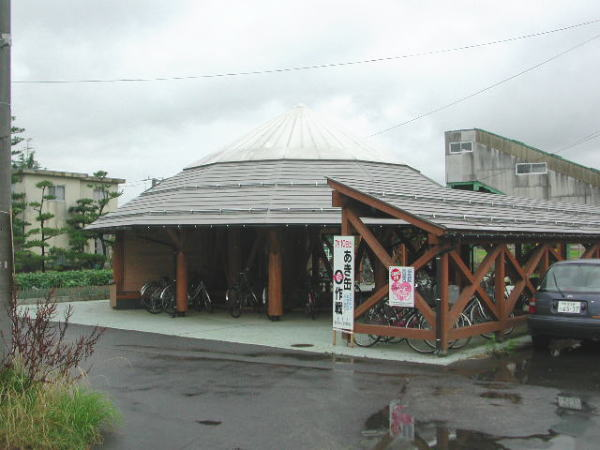
駅前にある駐輪場には、待合スペースとトイレがある。2001年に整備された。

駅周辺は古くからの農村型住宅地である。
- 新潟県道26号新発田豊栄線
- 新潟東港 - タクシーで約15分
- 太郎代観音 - タクシーで約20分
- 島見浜いこいの森 - タクシーで約30分

## 隣の駅
東日本旅客鉄道（JR東日本）
■白新線
■快速
通過
■普通
豊栄駅 - 黒山駅 - 佐々木駅